# Festival Varilux de Cinema Francês
 (avril 2023).
La mise en forme du texte ne suit pas les recommandations de Wikipédia : il faut le « wikifier ».
Les points d'amélioration suivants sont les cas les plus fréquents. Le détail des points à revoir est peut-être précisé sur la page de discussion.
- Les titres sont pré-formatés par le logiciel. Ils ne sont ni en capitales, ni en gras.
- Le texte ne doit pas être écrit en capitales (les noms de famille non plus), ni en gras, ni en italique, ni en « petit »…
- Le gras n'est utilisé que pour surligner le titre de l'article dans l'introduction, une seule fois.
- L'italique est rarement utilisé : mots en langue étrangère, titres d'œuvres, noms de bateaux, etc.
- Les citations ne sont pas en italique mais en corps de texte normal. Elles sont entourées par des guillemets français : « et ».
- Les listes à puces sont à éviter, des paragraphes rédigés étant largement préférés. Les tableaux sont à réserver à la présentation de données structurées (résultats, etc.).
- Les appels de note de bas de page (petits chiffres en exposant, introduits par l'outil «  Source ») sont à placer entre la fin de phrase et le point final[comme ça].
- Les liens internes (vers d'autres articles de Wikipédia) sont à choisir avec parcimonie. Créez des liens vers des articles approfondissant le sujet. Les termes génériques sans rapport avec le sujet sont à éviter, ainsi que les répétitions de liens vers un même terme.
- Les liens externes sont à placer uniquement dans une section « Liens externes », à la fin de l'article. Ces liens sont à choisir avec parcimonie suivant les règles définies. Si un lien sert de source à l'article, son insertion dans le texte est à faire par les notes de bas de page.
- La présentation des références doit suivre les conventions bibliographiques. Il est recommandé d'utiliser les modèles {{Ouvrage}}, {{Chapitre}}, {{Article}}, {{Lien web}} et/ou {{Bibliographie}}. Le mode d'édition visuel peut mettre en forme automatiquement les références.
- Insérer une infobox (cadre d'informations à droite) n'est pas obligatoire pour parachever la mise en page.

Pour une aide détaillée, merci de consulter Aide:Wikification.
Si vous pensez que ces points ont été résolus, vous pouvez retirer ce bandeau et améliorer la mise en forme d'un autre article.
Le Festival Varilux de Cinema Français au Brésil ou Festival Varilux est un festival de cinéma créé en 2010 par Unifrance avec le soutien de l'Ambassade de France au Brésil et des Alliances françaises. En 2017, il est devenu le plus grand festival de cinéma français présenté à l'étranger. Il est produit par Bonfilm, un distributeur de films spécialisé dans la distribution de films français au Brésil. Chaque année, le Festival Varilux est présenté dans divers cinemas brésiliens au travers du pays,.
En onze ans d'activité, le festival a réuni plus d'un million de spectateurs. Ses principaux mécènes sont Varilux / Essilor et Pernod Ricard, en plus du soutien d'autres institutions et entreprises qui different chaque édition. [nota 1]

## Historique

### Années 2010
À la suite de l'association d'Unifrance, de l'Ambassade de France au Brésil et des Alliances françaises, la première édition a été produite par Bonfilm en 2010 et s'est déroulée dans 11 salles de cinéma dans neuf villes du Brésil atteignant 25 000 spectateurs.
En 2013, le festival a été présenté dans 45 villes et 80 salles de cinéma, soit 50 % de plus que l'année précédente.
L'édition 2015 du Festival Varilux a attiré plus de 110 000 cinéphiles. Rio de Janeiro ayant la plus grande fréquentation avec 18 000 personnes, suivie de São Paulo avec 12 000 et de Recife avec 7 700 participants.
En 2016, la période de festival est prolongée d'une semaine et a accueilli plus de 156 000 personnes dans les cinémas, soit 42% de plus que 2015. Les villes où l'évènement attire le plus sont Rio de Janeiro, Recife, São Paulo et Juiz de Fora. La même année, le Festival Varilux du Cinéma Français propose pour la première fois un Atelier de Critique de Cinéma destiné aux professionnels.
En 2018, Bonfilm instaure un partenariat avec Sesc Nacional pour présenter le festival gratuitement dans des lieux qui n'ont généralement pas de cinéma. En 2019, Christian Boudier, l'un des directeurs du festival, déclarait  "Nous sommes parvenus à changer l'image du cinéma français au cours de ces dix années, la preuve étant ; nous avons réussi à entrer dans les salles commerciales telles que Cinemark, Cinépolis, Kinoplex e Cinesystem ." 
L'édition 2019 du Festival Varilux était consacrée au 230 ans de la Révolution française et aux 30 ans de Cyrano de Bergerac, par Jean-Paul Rappeneau.

### Années 2020
En 2020, le Festival a dépassé le million de spectateurs et 35 000 séances de cinéma.
En octobre 2021, la douzième édition du festival a lieu et rend hommage à Jean-Paul Belmondo.
Le premier film annoncé par le festival était Adieu les cons. Quatre films ont été projetés gratuitement à São Paulo le 24 novembre avec la présence de certains acteurs et membres des productions afin d'échanger avec le public.
En 2022, la 13e édition du Festival Varilux de Cinéma Français, après s'être déroulée pendant deux ans en novembre pour des raisons sanitaires, retrouve ses dates traditionnelles. Le festival a eu lieu du 21 juin au 6 juillet dans plus de 50 villes et 90 théâtres brésiliens. Après deux années compliquées en raison de la pandémie du Covid 19, le public fréquente à nouveau les cinémas et le festival enregistre 77 000 spectateurs.
Pour la première fois, le festival a diffusé un programme de sept séries françaises dans les villes de São Paulo et Rio de Janeiro, qui ont ensuite été diffusées gratuitement sur le site Web du festival.
Pour présenter leurs longs métrages, l'acteur Gilles Lellouche - protagoniste dans Le Destin d'Haffman, Kompromat et Goliath - et les cinéastes Carine Tardieu ( Jeunes Amants ), Diastème ( Le Monde d'hier ), Eric Gravel ( a plein temps ) et Régis Roinsard ( En attendant Bojangles). Les invités ont accordé des interviews à la presse et participé à des débats avec le public lors de plusieurs sessions à São Paulo et Rio de Janeiro.
Des professionnels du marché de l'audiovisuel de la série étaient également présents dans le pays, venus participer à des rencontres professionnelles avec leurs homologues brésiliens à São Paulo et Rio de Janeiro : le réalisateur Jean-Philippe Amar ( Sentinelles ), le scénariste Antoine Lacomblez ( Jeux de pouvoir et Ce que Pauline ne vous dit pas ), le producteur Alexandre Piel ( ARTE ), la distributrice Isabella Barsumian ( Fédération Entertainment ), et le producteur Thomas Triboit, directeur du département Séries chez Orange Studio. Jean-Philippe Amar et Antoine Lacomblez ont également donné une masterclass sur la création de séries, à São Paulo et Rio de Janeiro.

## Éditions

### Édition 2010
| TITRE                          | DIRECTEUR(S)    | ACTEURS                                                                             |
| 8 fois debout                  | Xabi Molia      | Denis Podalydes, Julie Gayet                                                        |
| Coco Chanel et Igor Stravinski | Jan Kounen      | Anna Mouglalis, Mads Mikkelsen, Elena Morozova, Natacha Lindinger                   |
| Fais-moi plaisir               | Emmanuel Mouret | Déborah François, Frédérique Bel, Jacques Weber, Judith Godrèche, Emmanuel Mouret   |
| Le petit Nicolas               | Laurent Tirard  | Kad Merad, Louise Bourgoin, Valérie Lemercier, Sandrine Kiberlain, Daniel Prévost   |
| Un prophète                    | Jacques Audiard | Tahar Rahim, Niels Arestrup, Adel Bencherif, Reda Kateb                             |
| Océans                         | Jacques Perrin  | documentaire                                                                        |
| Le Dernier pour la route       | Philippe Godeau | Bernard Campan, François Cluzet, Marilyne Canto, Michel Vuillermoz, Mélanie Thierry |

### Édition 2011
| TITRE                       | DIRECTEUR(S)                        | ACTEURS                                                                                            |
| Copacabana                  | Marc Fitoussi                       | Isabelle Huppert, Lolita Chammah, Aure Atika, Noémie Lvovsky                                       |
| Loup                        | Nicolas Vanier                      | Nicolas Brioudes, Pom Klementieff, Min Man Ma, Vantha Talisman                                     |
| Le père de mes enfants      | Mia Hansen-Amour                    | Chiara Caselli, Louis-Do de Lencquesaing, Alice de Lencquesaing, Alice Gautier                     |
| Le Nom des gens             | Michel Leclerc                      | Jacques Gamblin, Sara Forestier, Zinedine Soualem, Carole Franck                                   |
| Potiche                     | François Ozon                       | Catherine Deneuve, Gérard Depardieu, Fabrice Luchini, Karin Viard, Jérémie Renier, Judith Godrèche |
| Simon Werner a disparu. . . | Fabrice Gobert                      | Ana Girardot, Jules Pelissier, Esteban Carvajal Alegria, Laurent Delbecque                         |
| De vrais mensonges          | Pierre Salvadori                    | Audrey Tautou, Nathalie Baye, Sami Bouajila, Stéphanie Lagarde                                     |
| Une vie de chat             | Alain Gagnol et Jean-Loup Felicioli | Dominique Blanc, Bernadette Lafont, Patrick Ridremont, Patrick Descamps                            |
| Vénus noire                 | Abdellatif Kechiche                 | Yahima Torres, André Jacobs, Olivier Gourmet, Elina Löwensohn                                      |
| Joueuses                    | Caroline Bottaro                    | Sandrine Bannaire, Kevin Kline, Valérie Lagrange, Francis Renaud                                   |

### Édition 2012
| TITRE                                | DIRECTEUR(S)                   | ACTEURS |
| L'art d'aimer                        | Emmanuel Mouret                | Ariane Ascaride, François Cluzet, Julie Depardieu                                                            |
| La Fille du Puisatier                | Daniel Auteuil                 | Daniel Auteuil, Astrid Bergès-Frisbey, Nicolas Duvauchelle, Kad Merad                                        |
| Une Vie Meilleure                    | Cédric Kahn                    | Guillaume Canet, Leïla Bekhti, Slimane Khettabi                                                              |
| Adieu Berthe - L'enterrement de mémé | Bruno Podalydes                | Denis Podalydès, Valérie Lemercier, Catherine Hiegel, Bruno Podalydès, Samir Guesmi                          |
| Aliyah                               | Élie Wajeman                   | Pio Marmaï, Cédric Kahn, Adèle Haenel, Guillaume Gouix                                                       |
| Americano                            | Matheiu Demy                   | Chiara Mastroianni, Géraldine Chaplin, Salma Hayek, Mathieu Demy                                             |
| Ici Bas                              | Jean Pierre Denis              | Céline Salette, Eric Caravaca, François Loriquet                                                             |
| Intouchables                         | Éric Toledano, Olivier Nakache | François Cluzet, Omar Sy                                                                                     |
| Cloclo                               | Florent-Emilio Siri            | Benoît Magimel, Jérémie Renier, Joséphine Japy                                                               |
| La Pirogue                           | Moussa Touré                   | Souleymane Seye Ndiaye, Laïty Fall                                                                           |
| Le moine                             | Dominique Moll                 | Déborah François, Vincent Cassel, Joséphine Japy                                                             |
| Paris-Manhattan                      | Sophie Lellouche               | Alice Taglioni, Patrick Bruel, Marine Delterme                                                               |
| Polisse                              | Maiwenn                        | Anthony Delon, Carole Franck, Karin Viard, Lou Doillon, Marina Foïs, Nicolas Duvauchelle, Sandrine Kiberlain |
| Titeuf - le film                     | Zép                            | Mélanie Bernier, Zabou Breitman, Jean Rochefort                                                              |
| Un Heureux Événement                 | Rémi Bezançon                  | Louise Bourgoin, Pio Marmai, Josiane Balasko, Thierry Fremont                                                |
| Une Bouteille à la mer               | Thierry Binisti                | Agathe Bonitzer, Hiam Abbass, Mahmoud Shalaby                                                                |

### Édition 2013
| TITRE                     | DIRECTEUR(S)         | ACTEURS                                                                         |
| Populaire                 | Régis Roinsard       | Bérénice Bejo, Déborah François, Romain Duris                                   |
| Des gens qui s’embrassent | Danièle Thompson     | Eric Elmosnino, Kad Merad, Monica Bellucci                                      |
| Les Adieux à la Reine     | Benoît Jacquot       | Diane Kruger, Léa Seydoux, Virginie Ledoyen                                     |
| Au bout du conte          | Agnès Jaoui          | Agathe Bonitzer, Arthur Dupont, Jean-Pierre Bacri                               |
| Telé Gaucho               | Michel Leclerc       | Emmanuelle Béart, Eric Elmosnino, Félix Moati, Maiwenn Le Besco, Sara Forestier |
| Camille Claudel 1915      | Bruno Dumont         | Jean-Luc Vincent, Juliette Binoche, Robert Leroy                                |
| Du vent dans mes mollets  | Carine Tardieu       | Agnès Jaoui, Denis Podalydes, Isabelle Carré                                    |
| De rouille et d'os        | Jacques Audiard      | Marion Cotillard, Matthias Schoenaerts, Céline Sallette, Bouli Lanners          |
| L'homme qui rit           | Jean-Pierre Améris   | Emmanuelle Seigner, Gérard Depardieu, Marc-André Grondin                        |
| Les Saveurs du Palais     | Christian Vincent    | Arthur Dupont, Catherine Frot, Hippolyte Girardot                               |
| Alceste à Bicyclette      | Philippe LeGuay      | Fabrice Luchini, Lambert Wilson                                                 |
| Arrête-moi                | Jean-Paul Lilienfeld | Marc Barbe, Miou-Miou, Sophie Marceau                                           |
| Renoir                    | Gilles Bourdos       | Christa Theret, Michel Bouquet, Vincent Rottiers                                |
| Une Estonienne à Paris    | Ilmar Raag           | Jeanne Moreau, Laine Magi, Patrick Pineau                                       |

### Édition 2014
| TITRE                                                                          | DIRECTEUR(S)                       | ACTEURS                                                            |
| La Grande Boucle                                                               | Laurent Tuel                       | Bouli Lanners, Clovis Cornillac                                    |
| Avant l'hiver                                                                  | Philippe Claudel                   | Daniel Auteuil, Kristin Scott Thomas, Leïla Bekhti, Laurent Claret |
| Les Gamins                                                                     | Antoine Marciano                   | Alain Chabat, Sandrine Kiberlain, Max Boublil                      |
| Les Garçons et Guillaume, à table!                                             | Guillaume Gallienne                | Guillaume Gallienne                                                |
| Lulu Femme Nue                                                                 | Solveig Anspach                    | Bouli Lanners, Karin Viard, Pascal Demolon                         |
| L'amour est un crime parfait                                                   | Arnaud Larrieu, Jean-Marie Larrieu | Karin Viard, Mathieu Amalric, Sara Forestier                       |
| Le passé                                                                       | Asgar Farhadi                      | Bérénice Bejo, Tahar Rahim                                         |
| Les Quatre cents coups                                                         | François Truffaut                  | Jean-Pierre Léaud                                                  |
| Suzanne                                                                        | Katell Quillevéré                  | Adèle Haenel, Sara Forestier, François Damiens, Lola Dueñas        |
| Paris Follies                                                                  | Marc Fitoussi                      | Isabelle Huppert, Pio Marmai, Clément Métayer, Anaïs Demoustier    |
| Un beau dimanche                                                               | nicole garcia                      | Louise Bourgoin, Pierre Rochefort, Benjamin Lavernhe               |
| Un plan parfait                                                                | Pascal Chaumeil                    | Diane Kruger, Dany Boon, Laure Calamy, Damien Bonnard              |
| Neuf mois ferme                                                                | Albert Dupontel                    | Sandrine Kiberlain, Albert Dupontel, Bouli Lanners, Laure Calamy   |
| Abus de Faiblesse                                                              | Catherine Breillat                 | Isabelle Huppert                                                   |
| Un voyage extraL'extravagant voyage du jeune et prodidieux T.S Spivetordinaire | Jean-Pierre Jeunet                 | Helena Bonham Carter, Judy Davis                                   |

### Édition 2015
| TITRE                                        | DIRECTEUR(S)                   | ACTEURS                                                                        |
| Astérix - Le Domaine des Dieuxaine des dieux | Louis Clichy                   | Lorant Deutsch, Roger Carel                                                    |
| Toute première fois                          | Maxime Govare, Noémie Saglio   | Pio Marmai, Camille Cottin, Franck Gastambide                                  |
| La Tête haute                                | Emmanuelle Bercot              | Benoît Magimel, Catherine Deneuve, Rod Paradot                                 |
| Gemma Bovery imite l'art                     | Anne Fontaine                  | Fabrice Luchini, Gemma Arterton                                                |
| Hippocrate                                   | Thomas Lilti                   | Vincent Lacoste, Thomas Lilti, Félix Moati, Jacques Gamblin                    |
| La Prochaine fois je viserai le cœur         | Cédric Colère                  | Jean-Yves BertelootGuillaume Canet                                             |
| Journal d'une femme de chambre               | Benoît Jacquot                 | Léa Seydoux, Vincent Lindon, Vincent Lacoste                                   |
| L'Homme de Rio                               | Plilippe De Broca              | Adolfo Celi, Françoise Dorléac, Jean-Paul Belmondo                             |
| La Rançon de la Gloire                       | Xavier Beauvois                | Benoît Poelvoorde, Roschdy Zem                                                 |
| Sous les jupes des filles                    | Audrey Dana                    | Isabelle Adjani, Vanessa Paradis, Audrey Dana, Laetitia Casta, Guillaume Gouix |
| Les Yeux jaunes des crocodiles               | Cécile Teleman                 | Emmanuelle Béart, Julie Depardieu, Patrick Bruel                               |
| Papa ou Maman                                | Martin Bourboulon              | Laurent Lafitte, Marina Foïs                                                   |
| Qu'est-ce qu'on a fait au Bon Dieu?          | Philippe de Chauveron          | Chantal Lauby, Christian Clavier                                               |
| Samba                                        | Éric Toledano, Olivier Nakache | Charlotte Gainsbourg, Omar Sy, Tahar Rahim, Hélène Vincent                     |
| Tu veux ou tu veux pas                       | Tonie Marshall                 | Patrick BruelSophie Marceau                                                    |
| Barbecue                                     | Éric Lavaine                   | Franck Dubosc, Lambert Wilson                                                  |

### Édition 2016
| TITRE                         | DIRECTEUR(S)                      | ACTEURS                                              |
| Avril et le monde truqué      | Franck Ekinci, Christian Desmares | Marion Cotillard, Philippe Katerine, Jean Rochefort  |
| Les Innocentes                | Anne Fontaine                     | Lou de Laage, Vincent Macaigne, Agata Buzek          |
| La belle saison               | Catherine Corsini                 | Cécile de France, Izia Higelin, Noémie Lvovsky       |
| Chocolat                      | Roschdy Zem                       | Thibault de Montalembert, Omar Sy, James Thierrée    |
| L’hermine                     | Christian Vincent                 | Fabrice Luchini, Sidse Babett Knudsen, Eva Lallier   |
| Les Cowboys                   | Thomas Bidegain                   | François Damiens, Finnegan Oldfield, Agathe Dronne   |
| Comme un avion                | Bruno Podalydes                   | Bruno Podalydes, Agnès Jaoui, Sandrine Kiberlain     |
| Floride                       | Philippe LeGuay                   | Jean Rochefort, Sandrine Kiberlain, Anamaria Marinca |
| Un homme à la hauteur         | Laurent Tirard                    | Jean Dujardin, Virginie Efira, Cédric Kahn           |
| Lolo                          | Julie Depy                        | Julie Delpy, Dany Boon, Vincent Lacoste              |
| Mon roi                       | Maiwenn                           | Vincent Cassel, Emmanuelle Bercot, Louis Garrel      |
| Marguerite                    | Xavier Giannioli                  | Catherine Frot, André Marcon, Michel Fau             |
| Le nouveau                    | Rudi Rosenberg                    | Max Boublil, Raphaël Ghrenassia, Joshua Raccah       |
| La Vanité                     | Lionel Baier                      | Patrick Lapp, Carmen Maura, Ivan Georgiev            |
| En mai fais ce qu’il te plait | Christian Caron                   | August Diehl, Olivier Gourmet, Mathilde Seigner      |

### Édition 2017
| TITRE                        | DIRECTEUR(S)                   | ACTEURS                                                   |
| Raid Dingue                  | Dany Bonon                     | Dany Boon, Alice Pol, Michel Blanc                        |
| Demain                       | Cyril Dion et Mélanie Laurent  | Mélanie Laurent, Pierre Rabhi et Olivier de Schutter      |
| Victoria                     | Justine Triet                  | Vincent Lacoste, Virginie Efira et Melvil Poupaud         |
| Réparer les Vivants          | Katell Quillévéré              | Tahar Rahim, Emmanuelle Seigner et Anne Dorval            |
| Demain tout Commence         | Hugo Gelin                     | Omar Sy, Clémence Poésy, Antoine Bertrand                 |
| Une Vie Ailleurs             | Olivier Peyon                  | Isabelle Carré, Ramzy Bedia, Maria Duplaa                 |
| Frantz                       | François Ozon                  | Pierre Niney, Paula Beer, Ernst Stötzner                  |
| Mal de Pierres               | nicole garcia                  | Marion Cotillard, Louis Garrel, Alex Brendemühl           |
| Paris pieds nus              | Fiona Gordon et Dominique Abel | Fiona Gordon, Dominique Abel, Emmanuelle Riva             |
| Un profil pour deux          | Stéphane Robelin               | Pierre Richard, Yaniss Lespert, Fanny Valette             |
| Sage Femme                   | Martin Prévôt                  | Catherine Frot, Catherine Deneuve, Mylène Demongeot       |
| Rock'n Roll                  | Guillaume Cannet               | Guillaume Canet, Marion Cotillard, Gilles Lellouche       |
| Rodin                        | Jacques Doillon                | Vincent Lindon, Izia Higelin, Séverine Caneele            |
| Telle mère telle fille       | Noémie Saglio                  | Juliette Binoche, Camille Cottin, Lambert Wilson          |
| Tour de France               | Rachid Djaïdani                | Gérard Depardieu, Sadek et Louise Grinberg                |
| Rester Vertical              | Alain Guiraudie                | Damien Bonnard, India Hair, Christian Bouillette          |
| Le voyage de Fanny           | Lola Doillon                   | Cécile de France, Léonie Souchaud, Fantine Harduin        |
| Une Vie                      | Stéphane Brizé                 | Judith Chemla, Jean-Pierre Darroussin et Yolande Moreau   |
| Les demoiselles de Rochefort | Jacques Demy et Agnès Varda    | Catherine Deneuve, Françoise Dorléac et Danielle Darrieux |

### Édition 2018
| TITRE                                     | DIRECTEUR(S)                    | ACTEURS                                                                                      |
| Marie Francine                            | Valérie Lemercier               | Valérie Lemercier, Patrick Timsit, Hélène Vincent                                            |
| L´amant double                            | François Ozon                   | Marine Vacth, Jérémie Renier, Jacqueline Bisset                                              |
| L´apparition                              | Xavier Giannioli                | Vincent Lindon, Galatea Bellugi, Patrick d'Assumção                                          |
| La quête du chef Ducasse                  | Gilles de Maistre               | Alain Ducasse                                                                                |
| Carnivores                                | Jérémie Renier, Yannick Renier  | Leïla Bekhti, Zita Hanrot, Hiam Abbass                                                       |
| Tout Le Monde Debout                      | Franck Dubosc                   | Franck Dubosc, Alexandra Lamy, Elsa Zylberstein                                              |
| Jusqu'à la garde                          | Xavier Legrand                  | Denis Ménochet, Léa Drucker, Mathilde Auneveux                                               |
| Gaspard va au mariage                     | Antoine Cordier                 | Félix Moati, Laetitia Dosch, Christa Théret, Marine Foïs, Johan Heldenbergh, Guillaume Gouix |
| Gauguin - Voyage à Tahiti                 | Édouard Deluc                   | Vincent Cassel, Tuheï Adams, Malik Zidi                                                      |
| Marvin - ou la belle éducation            | Anne Fontaine                   | Finnegan Oldfield, Grégory Gadebois, Vincent Macaigne                                        |
| La nuit a dévoré le monde                 | Dominique Rocher                | Anders Danielsen Lie, Golshifteh Farahani, Denis Lavant                                      |
| Au revoir là-haut                         | Albert Dupontel                 | Nahuel Perez Biscayart, Albert Dupontel, Laurent Lafitte, Niels Arestrup, Émilie Dequenne    |
| Le brio                                   | Yvan Attal                      | Daniel Auteuil, Camélia Jordana, Yasin Houicha                                               |
| Diane a les épaules                       | Fabien Gorgeart                 | Clotilde Hesme, Fabrizio Rongione, Thomas Suire                                              |
| Razzia                                    | Nabil Ayouch                    | Maryam Touzani, Arieh Worthalter, Abdelilah Rachid                                           |
| La promesse de l'aube                     | Eric Barbier                    | Pierre Niney, Charlotte Gainsbourg                                                           |
| Le grande méchant renard et autres contes | Benjamin Renner, Patrick Imbert | Guillaume Darnault, Antoine Schoumsky                                                        |
| Le retour du héros                        | Laurent Tirard                  | Jean Dujardin, Mélanie Laurent, Noémie Merlant                                               |
| L´échange des princesses                  | Marc Dugain                     | Lambert Wilson, Olivier Gourmet, Anamaria Vartolomei                                         |
| Dans la brume                             | Daniel Robi                     | Romain Duris, Olga Kurylenko, Fantine Harduin, Michel Robin                                  |
| Z                                         | Costa-Gavras                    | Yves Montand, Jean-Louis Trintignant, Jacques Perrin, Irène Papas                            |

### Édition 2019
| TITRE                                                    | DIRECTEUR(S)                   | ACTEURS                                                                   |
| Un peuple et son roi                                     | Pierre Schoeller               | Gaspard Ulliel, Adèle Haenel, Olivier Gourmet, Louis Garrel, Izia Higelin |
| Mon Inconnue                                             | Hugo Gelin                     | François Civil, Joséphine Japy, Benjamin Lavernhe                         |
| Astérix - le sercret de la potion magique potion magique | Louis Clichy, Alexandre Astier | Bernard Alane, Christian Clavier, Guillaume Briat                         |
| Sauver ou périr                                          | Frédéric Tellier               | Pierre Niney, Anaïs Demoustier, Chloé Stefani                             |
| Les bonnes intentions                                    | Gilles Legrand                 | Agnès Jaoui, Alban Ivanov, Tim Seyfi                                      |
| Cyrano                                                   | Jean-Paul Rappeneau            | Gérard Depardieu, Anne Brochet, Vincent Perez, Jacques Weber              |
| Edmond                                                   | Alexis Michalik                | Thomas Solivérès, Olivier Gourmet, Mathilde Seigner                       |
| Les files du soleil                                      | Eva Husson                     | Golshfteh Farahani, Emmanuelle Bercot                                     |
| En liberté                                               | Pierre Salvadori               | Adèle Haenel, Pio Marmai, Audrey Tautou, Damien Bonnard                   |
| Grâce à Dieu                                             | François Ozon                  | Melvin Poupaud, Denis Menochet, Swann Arlaud                              |
| Les chatouilles                                          | Andrea Bescond, Éric Métayer   | Andréa Bescond, Karin Viard, Clovis Cornillac, Pierre Deladonchamps       |
| Mon bébé                                                 | Lisa Blues                     | Sandrine Kiberlain, Thaïs Alessandrin, Vistor Belmondo                    |
| Le mystère Henri Pick                                    | Rémi Bezançon                  | Fabrice Luchini, Camille Cottin, Alice Isaaz                              |
| L 'heure de la sortie                                    | Sebastien Marnier              | Laurent Lafitte, Emmanuelle Bercot, Pacal Greggory                        |
| Deux fils                                                | Félix Moati                    | Vincent Lacoste, Benoît Poelvoorde, Mathieu Capella                       |
| Celle que vous croyer                                    | Safy Nebbou                    | Juliette Binoche, François Civil, Nicole Garcia                           |
| L'homme fidèle                                           | Louis Garrel                   | Laetitia Casta, Louis Garrel, Lili-Rose Depp                              |

### Édition 2020
| TITRE                                  | DIRECTEUR(S)                       | ACTEURS                                                        |
| La bonne épouse                        | Martin Prévôt                      | Juliette Binoche, Noémie Lvovski, Yolande Moreau, Edouard Baer |
| La fameuse invasion des ours en Sicile | Laurent Mattotti                   | Jean-Claude Carrière, Leïla Bekhti, Thomas Bidegain            |
| La fille au bracelet                   | Stéphane Demoustier                | Melissa Guers, Roschdy Zem, Chiara Mastroianni                 |
| A bout de souffle                      | Jean-Luc Godard                    | Jean-Paul Belmondo, Jean Seberg, Daniel Boulanger              |
| Effacer L'Historique                   | Benoit Delépine et Gustave Kervern | Blanche Gardin, Denis Podalydes, Corinne Masiero               |
| La belle époque                        | Nicolas Bedos                      | Daniel Auteuil, Guillaume Canet et Doria Tillier               |
| ADN                                    | Maiwenn                            | Louis Garrel, Fanny Ardant, Marine Vacth                       |
| Une belle équipe                       | Mohamed Hamidi                     | Kad Merad, Alban Ivanov, Céline Sallette                       |
| Gagarine                               | Fanny Liatard et Jérémy Trouilh    | Alséni Bathily, Lyna Khoudri, Jamil McCraven                   |
| Hors normes                            | Olivier Nakache et Eric Toledano   | Vincent Cassel, Reta Kateb et Hélène Vincent                   |
| Mon cousin                             | Jan Kounen                         | Vincent Lindon, François Damiens, Pascale Arbillot             |
| Antoinette dans les Cévennes           | Caroline Vignal                    | Laure Calamy, Benjamin Lavernhe, Olivia Côte                   |
| Notre Dame                             | Valérie Donzelli                   | Valérie Donzelli, Pierre Deladonchamps, Bouli Lanners          |
| Le capital au XXIe siècle              | Justin Pemberton et Thomas Piketty | documentaire                                                   |
| Persona Non Grata                      | Roschdy Zem                        | Raphaël Personnaz, Nicolas Duvauchelle, Roschdy Zem            |
| Slalom                                 | Charlène Favier                    | Noée Abita, Jérémie Renier, Catherine Marchal                  |
| Tout simplement noir                   | Jean-Pascal Zadi et John Wax       | Jean-Pascal Zadi, Fary et Caroline Anglade                     |
| Été 85                                 | François Ozon                      | Félix Lefebvre, Benjamin Voisin, Philippine Velge              |

### Édition 2021
| TITRE                            | DIRECTEUR(S)                 | ACTEURS                                                                  |
| La Traversée                     | Florence Miailhe             | Émilie Lan Dürr, Florence Miailhe, Maxime Gémin                          |
| Adieu Les Cons                   | Albert Dupontel              | Virginie Efira, Albert Dupontel, Nicolas Marie                           |
| Arthur Rambo                     | Laurent Canet                | Rabah Naït Oufella, Sofian Khammes, Antoine Reinartz                     |
| Les choses de la vie             | Claude Sautet                | Michel Piccoli, Romy Schneider, Léa Massari, Jean Bouise                 |
| Boîte noire                      | Yann Gozlan                  | Pierre Niney, Lou de Laage, André Dussollier                             |
| Délicieux                        | Eric Besnard                 | Grégory Gadebois, Isabelle Carré, Benjamin Lavernhe                      |
| De Son Vivant                    | Emmanuelle Bercot            | Catherine Deneuve, Benoît Magimel, Gabriel Sara                          |
| Tout S'est Bien Passé            | François Ozon                | Sophie Marceau, André Dussollier, Géraldine Pailhas                      |
| Illusions perdues                | Xavier Giannioli             | Benjamin Voisin, Cécile de France, Vincent Lacoste                       |
| Léon Morin - Prêtre              | Jean-Pierre Melville         | Jean-Paul Belmondo, Emmanuelle Riva, Irène Tunc, Nicole Mirel            |
| Médecin De Nuit                  | Élie Wajeman                 | Vincent Macaigne, Sara Giraudeau, Pio Marmai                             |
| Presque                          | bernard campan               | Bernard Campan, Alexandre Jollien, Marilyne Canto                        |
| Legacy, Notre Héritage           | Yann Arthus-Bertrand         | -                                                                        |
| Pierrot Le Fue                   | Jean-Luc Godard              | Jean-Paul Belmondo, Anna Karina, Graziella Galvani, Samuel Fuller        |
| L'homme de Rio                   | Philippe de Broca            | Adolfo Celi, Françoise Dorléac, Jean-Paul Belmondo                       |
| Le magnifique                    | Philippe de Broca            | Jean-Paul Belmondo, Jacqueline Bisset, Monique Tarbès, Vittorio Caprioli |
| Les Olympiades                   | Jacques Audiard              | Lucie Zhang, Makita Samba, Noémie Merlant                                |
| Le Doulos                        | Jean-Pierre Melville         | Jean-Paul Belmondo, Serge Reggiani, Jean Desailly, Monique Hennessy      |
| Titane                           | Julia Ducournau              | Vincent Lindon, Agathe Roussele, Garance Marillier                       |
| Tralala                          | Arnaud et Jean-Marie Larrieu | Mathieu Amalric, Josiane Balasko, Mélanie Thierry                        |
| Une histoire d'amour et de désir | Leïla Bouzid                 | Sami Outalbali, Zbeida Belhajamor, Diong-Keba Tacu                       |
| L'homme De La Cave               | Philippe LeGuay              | François Cluzet, Jérémie Renier, Bérénice Bejo                           |
| Petite Leçon D'amour             | Ève Deboise                  | Laetitia Dosch, Pierre Deladonchamps, Lorette Nyssen                     |

### Édition 2022
| TITRE                          | DIRECTEUR(S)                               | ACTEURS                                                                                          |
| Molière                        | Laurent Tirard                             | Alban Casterman, Romain Duris, Fabrice Luchini                                                   |
| À plein temps                  | Éric Gravel                                | Laure Calamy, Anne Suarez, Geneviève Mnich                                                       |
| La fine fleur                  | Pierre Pinaud                              | Catherine Frot, Melan Omerta, Fatsah Bouyahmed                                                   |
| En attente de bojangles        | Régis Roinsard                             | Romain Duris, Virginie Efira, Grégory Gadebois                                                   |
| Goliath                        | Frédéric Tellier                           | Gilles Lellouche, Pierre Niney, Emmanuelle Bercot                                                |
| King                           | David Moreau                               | Gérard Darmon, Lou Lambrecht, Léo Lorléac'h                                                      |
| Kompromat                      | Jérôme Salle                               | Michael Gor, Gilles Lellouche, Joanna Kulig                                                      |
| L'événement                    | Audrey Diwan                               | Anamaria Vartolomei, Kacey Mottet Klein, Luana Bajrami, Pio Marmai                               |
| Adieu Monsieur Haffmann        | Fred Cavaye                                | Daniel Auteuil, Gilles Lellouche, Sara Giraudeau                                                 |
| Le monde d'hier                | diastème                                   | Léa Drucker, Denis Podalydes, Alban Lenoir                                                       |
| En Corps                       | Cédric Klapisch                            | Marion Barbeau, Hofesh Shechter, Denis Podalydes                                                 |
| Madeleine Collins              | Antoine Barraud                            | Virginie Efira, Quim Gutierrez, Bruno Salomone                                                   |
| Les jeunes amants              | Carine Tardieu                             | Fanny Ardant, Melvil Poupaud, Cécile de France                                                   |
| Le Père Noël est une ordure    | Jean-Marie Poiré                           | Josiane Balasko, Marie-Anne Chazel, Anémone, Thierry Lhermitte, Christian Clavier, Gérard Jugnot |
| Peter von Kant                 | François Ozon                              | Denis Ménochet, Isabelle Adjani, Khalil Ben Gharbia                                              |
| Chère Léa                      | Jérôme Bonnell                             | Grégory Montel, Grégory Gadebois, Anaïs Demoustier                                               |
| Sentinelle sud                 | Mathieu Gérault                            | Niels Schneider, Sofian Khammes, Inde Cheveux                                                    |
| Un héros                       | Asgar Farhadi                              | Amir Jadidi, Mohsen Tanabandeh, Fereshteh Sadre Orafaee                                          |
| La Croisade                    | Louis Garrel                               | Laetitia Casta, Louis Garrel, Joseph Engel                                                       |
| La corde                       | Dominique Rocher                           | Suzanne Clément, Jean-Marc Barr, Christa Théret, Jeanne Balibar                                  |
| Les Sentinelles                | Jean-Philippe Amar                         | Pauline Parigot, Louis Pérès, Birane Ba                                                          |
| Cheyenne et Lola               | Echref Reybrouck                           | Veerle Baetens, Charlotte Lebon, Patrick D'Assumçao, Alban Lenoir                                |
| Jeux d'influence               | Jean-Xavier de Lestrade, Antoine Lacomblez | Alix Poisson, Laurent Stocker, Jean-François Sivadier                                            |
| Ce que Pauline ne vous dit pas | Antoine Lacomblez, Julien Capron           | Ophélie Kolb, Grace Seri, Sylvie Testud                                                          |
| L’Ópera                        | Cécile Ducrocq, Benjamin Adam              | Ariane Labed, Raphaël Personnaz, Suzy Bemba                                                      |
| Syndrome E                     | Mathieu Missoffé                           | Vincent Elbaz, Jennifer Decker, Emmanuelle Béart                                                 |

## Festival Varilux em Casa
En raison de la quarantaine imposée par la pandémie de Covid-19, le Festival Varilux 2020 a été présenté par l'ambassade de France au Brésil et par Bonfilm dans une édition virtuelle (Festival Varilux em Casa) dans laquelle une cinquantaine de films étaient temporairement disponibles à visionner gratuitement et en ligne sur Looke,,.

## Films les plus appréciés
Dans certaines éditions, le festival a dévoilé les films les plus regardés de l'année ;
2016
- Le film le plus regardé est Chocolat, suivi des Innocentes et d' Un homme à la hauteur.

## Films présentés par des acteurs ou des membres de la production
Chaque année, des acteurs, réalisateurs ou producteurs participent au Festival Varilux afin de présenter leur œuvre. L'édition de 2016 a accueilli Virginie Efira, Lou de Laâge et Vincent Lacoste.
En 2021, le festival a convié : Sami Outalbali, l'acteur principal deUne histoire d'amour et de désir ; Benjamin Voisin, de Illusions perdues ; Philippe Le Guay, de L'Homme de la cave et Olivier Rabourdin, de Boîte noire.

## Titre
- En 2017, le Festival a remporté le titre de plus grand festival de cinéma français au monde après avoir réuni 180 000 personnes lors de l'édition[2].